# Kaceřov (Sokolovi járás)
Kaceřov (németül: Katzengrün) község Csehországban a Karlovy Vary-i kerület Sokolovi járásában. Közigazgatásilag hozzá tartozik Horní Pochlovice (Ober Pochlowitz).

## Története
Német telepesek alapították a 14. század kezdetén. Írott források elsőként 1312-ben említik Jeczengrun néven. A második világháború után német lakosságát a csehszlovák hatóságok Németországba toloncolták. 1960-ban egyesítették Horní Pochlovice községgel.

## Nevezetességek
- kastély
- Szentháromság-szobor
- Páduai Szent Antal szobra
- kápolna

## Népesség
A település népessége az elmúlt években az alábbi módon változott:
| Lakosok száma | 635  | 537  | 701  | 454  | 411  | 432  | 453  | 436  | 424  | 417  |
|               | 1869 | 1890 | 1921 | 1950 | 1980 | 2001 | 2017 | 2019 | 2022 | 2024 |